# Estádio Centro de Esportes Olímpicos de Qinhuangdao
O Estádio Centro de Esportes Olímpicos de Qinhuangdao é um estádio multiúso localizado na cidade de Qinhuangdao, na China. Foi uma das sedes do futebol nos Jogos Olímpicos de Verão de 2008.

## Detalhes da obra
- Área total: 168.000 m²
- Assentos: 31.085
- Início das obras: maio de 2002
- Fim das obras: 30 de julho de 2004